# Afrika-Cup 2012/Gruppe A
| Pl. | Land             | Sp. | S | U | N | Tore    | Diff. | Punkte |
| --- | ---------------- | --- | - | - | - | ------- | ----- | ------ |
| 1.  | Sambia           | 3   | 2 | 1 | 0 | 005:300 | +2    | 07     |
| 2.  | Äquatorialguinea | 3   | 2 | 0 | 1 | 003:200 | +1    | 06     |
| 3.  | Libyen           | 3   | 1 | 1 | 1 | 004:400 | ±0    | 04     |
| 4.  | Senegal          | 3   | 0 | 0 | 3 | 003:600 | −3    | 0      |

Der Artikel gibt Auskunft über die Spiele der Gruppe A beim Afrika-Cup 2012 in Äquatorialguinea und Gabun.

## Äquatorialguinea – Libyen 1:0 (0:0)
| Äquatorialguinea                                       | Äquatorialguinea | Libyen | Libyen |
| ------------------------------------------------------ | --- | --- | ------ |
| Äquatorialguinea                                       | \| 1. Spieltag \| \| 21. Januar 2012 um 19:30 Uhr in Bata (Estadio de Bata) \| \| Schiedsrichter: Noumandiez Doué ( Elfenbeinküste) \|                                                                                 | \| 1. Spieltag \| \| 21. Januar 2012 um 19:30 Uhr in Bata (Estadio de Bata) \| \| Schiedsrichter: Noumandiez Doué ( Elfenbeinküste) \| | Libyen |
| Äquatorialguinea                                       | Danilo – Rui, Fousseny Kamissoko, Lawrence Doe – Randy, Juvenal , Iván Bolado (70. Narcisse Ekanga), Ben Konaté, Kily – Thierry Fidjeu (75. Rodolfo Bodipo; 86. Daniel Ekedo), Javier Balboa Cheftrainer: Gílson Paulo | Samir Aboud – Rabii al-Lafi, Younes al-Chibani, Ali Salama, Abdelaziz Belrich – Mohamed al-Snani (72. Aboubakr al-Abidi), Marwan al-Mabrouk (54. Ihaab Boussefi), Walid al-Khatrouchi (67. Abdallah al-Chérif), Jamal Mohammed – Ahmed Saad, Ahmed Zuway Cheftrainer: Marcos Paquetá | Libyen |
| Äquatorialguinea                                       | 1:0 Javier Balboa (87.) | | Libyen |
| Äquatorialguinea                                       | Randy (62.) | Ahmed Saad (72.), Aboubakr al-Abidi (82.), Abdallah al-Chérif (90.+4') | Libyen |
| 1. Spieltag                                            | | |        |
| 21. Januar 2012 um 19:30 Uhr in Bata (Estadio de Bata) | | |        |
| Schiedsrichter: Noumandiez Doué ( Elfenbeinküste)      | | |        |

## Senegal – Sambia 1:2 (0:2)
| Senegal                                                | Senegal | Sambia | Sambia |
| ------------------------------------------------------ | --- | --- | ------ |
| Senegal                                                | \| 1. Spieltag \| \| 21. Januar 2012 um 22:00 Uhr in Bata (Estadio de Bata) \| \| Schiedsrichter: Néant Alioum ( Kamerun) \| | \| 1. Spieltag \| \| 21. Januar 2012 um 22:00 Uhr in Bata (Estadio de Bata) \| \| Schiedsrichter: Néant Alioum ( Kamerun) \| | Sambia |
| Senegal                                                | Bouna Coundoul – Cheikh M’Bengue, Souleymane Diawara, Kader Mangane, Lamine Sané – Rémi Gomis (28. Dame N’Doye), Mohamed Diamé, Guirane N’Daw – Mamadou Niang (46. Issiar Dia), Demba Ba, Moussa Sow (67. Papiss Demba Cissé) Cheftrainer: Amara Traoré | Kennedy Mweene – Joseph Musonda (87. James Chamanga), Stophira Sunzu, Hijani Himoonde, Chisamba Lungu – Francis Kasonde, Nathan Sinkala – Rainford Kalaba, Isaac Chansa (71. Nyambe Mulenga), Chris Katongo – Emmanuel Mayuka (81. Noah Chivuta) Cheftrainer: Hervé Renard | Sambia |
| Senegal                                                | 1:2 Dame N’Doye (74.) | 0:1 Emmanuel Mayuka (12.) 0:2 Rainford Kalaba (20.) | Sambia |
| Senegal                                                | Guirane N’Daw (36.) | Kennedy Mweene (45.) | Sambia |
| 1. Spieltag                                            | | |        |
| 21. Januar 2012 um 22:00 Uhr in Bata (Estadio de Bata) | | |        |
| Schiedsrichter: Néant Alioum ( Kamerun)                | | |        |

## Libyen – Sambia 2:2 (1:1)
| Libyen                                                 | Libyen | Sambia | Sambia |
| ------------------------------------------------------ | --- | --- | ------ |
| Libyen                                                 | \| 2. Spieltag \| \| 25. Januar 2012 um 18:15 Uhr in Bata (Estadio de Bata) \| \| Schiedsrichter: Koman Coulibaly ( Mali) \| | \| 2. Spieltag \| \| 25. Januar 2012 um 18:15 Uhr in Bata (Estadio de Bata) \| \| Schiedsrichter: Koman Coulibaly ( Mali) \| | Sambia |
| Libyen                                                 | Samir Aboud – Walid al-Khatrouchi (19. Ihaab Boussefi), Younes al-Chibani, Ali Salama, Mohamed al-Moghrabi – Aboubakr al-Abidi (77. Abdallah al-Chérif), Mohamed al-Snani, Jamal Mohammed – Mohamed al-Ghanodi (73. Abdelaziz Belrich), Ahmed Saad, Ahmed Zuway Cheftrainer: Marcos Paquetá | Kennedy Mweene – Joseph Musonda, Stophira Sunzu, Hijani Himoonde, Chisamba Lungu (52. Davies Nkausu) – Francis Kasonde (30. Collins Mbesuma; 73. Felix Katongo), Nathan Sinkala – Rainford Kalaba, Isaac Chansa, Chris Katongo – Emmanuel Mayuka Cheftrainer: Hervé Renard | Sambia |
| Libyen                                                 | 1:0 Ahmed Saad (4.) 2:1 Ahmed Saad (47.) | 1:1 Emmanuel Mayuka (28.) 2:2 Chris Katongo (53.) | Sambia |
| Libyen                                                 | Emmanuel Mayuka (24.) | | Sambia |
| 2. Spieltag                                            | | |        |
| 25. Januar 2012 um 18:15 Uhr in Bata (Estadio de Bata) | | |        |
| Schiedsrichter: Koman Coulibaly ( Mali)                | | |        |

## Äquatorialguinea – Senegal 2:1 (0:0)
| Äquatorialguinea                                       | Äquatorialguinea | Senegal | Senegal |
| ------------------------------------------------------ | --- | --- | ------- |
| Äquatorialguinea                                       | \| 2. Spieltag \| \| 25. Januar 2012 um 21:15 Uhr in Bata (Estadio de Bata) \| \| Schiedsrichter: Khalid Abdel Rahman ( Sudan) \|                                                                  | \| 2. Spieltag \| \| 25. Januar 2012 um 21:15 Uhr in Bata (Estadio de Bata) \| \| Schiedsrichter: Khalid Abdel Rahman ( Sudan) \| | Senegal |
| Äquatorialguinea                                       | Danilo – Kily, Rui, Lawrence Doe, Fousseny Kamissoko – Ben Konaté, Iván Bolado (46. Narcisse Ekanga), Juvenal , Randy – Thierry Fidjeu (81. Daniel Ekedo), Javier Balboa Cheftrainer: Gílson Paulo | Bouna Coundoul – Lamine Sané, Kader Mangane, Souleymane Diawara , Cheikh M’Bengue – Guirane N’Daw, Issiar Dia (73. Mamadou Niang), Mohamed Diamé (66. Moussa Sow), Dame N’Doye – Papiss Demba Cissé, Demba Ba (58. Deme N’Diaye) Cheftrainer: Amara Traoré | Senegal |
| Äquatorialguinea                                       | 1:0 Randy (62.) 2:1 Kily (90.+4') | 1:1 Moussa Sow (90.) | Senegal |
| Äquatorialguinea                                       | Randy (11.), Danilo (41.), Lawrence Doe (90.), Kily (90.+5') | | Senegal |
| Äquatorialguinea                                       | Lawrence Doe (90.+5') | | Senegal |
| 2. Spieltag                                            | | |         |
| 25. Januar 2012 um 21:15 Uhr in Bata (Estadio de Bata) | | |         |
| Schiedsrichter: Khalid Abdel Rahman ( Sudan)           | | |         |

## Äquatorialguinea – Sambia 0:1 (0:0)
| Äquatorialguinea                                                 | Äquatorialguinea | Sambia | Sambia |
| ---------------------------------------------------------------- | --- | --- | ------ |
| Äquatorialguinea                                                 | \| 3. Spieltag \| \| 29. Januar 2012 um 19:00 Uhr in Malabo (Nuevo Estadio de Malabo) \| \| Schiedsrichter: Mohamed Benouza ( Algerien) \|                                                                                  | \| 3. Spieltag \| \| 29. Januar 2012 um 19:00 Uhr in Malabo (Nuevo Estadio de Malabo) \| \| Schiedsrichter: Mohamed Benouza ( Algerien) \| | Sambia |
| Äquatorialguinea                                                 | Danilo – Dani Evuy, Fousseny Kamissoko, Rui, Colin – Ben Konaté (88. Rolan de la Cruz), Juvenal, Javier Balboa , Iván Bolado (76. Viera Ellong), Daniel Ekedo – Thierry Fidjeu (47. Raúl Fabiani) Cheftrainer: Gílson Paulo | Kennedy Mweene – Davies Nkausu, Stophira Sunzu, Hijani Himoonde, Joseph Musonda – Isaac Chansa (74. Francis Kasonde), Nathan Sinkala, Chisamba Lungu, Rainford Kalaba (90. Clifford Mulenga) – Chris Katongo , Emmanuel Mayuka (80. James Chamanga) Cheftrainer: Hervé Renard | Sambia |
| Äquatorialguinea                                                 | 0:1 Chris Katongo (67.) | | Sambia |
| 3. Spieltag                                                      | | |        |
| 29. Januar 2012 um 19:00 Uhr in Malabo (Nuevo Estadio de Malabo) | | |        |
| Schiedsrichter: Mohamed Benouza ( Algerien)                      | | |        |

## Libyen – Senegal 2:1 (1:1)
| Libyen                                                 | Libyen | Senegal | Senegal |
| ------------------------------------------------------ | --- | --- | ------- |
| Libyen                                                 | \| 3. Spieltag \| \| 29. Januar 2012 um 19:00 Uhr in Bata (Estadio de Bata) \| \| Schiedsrichter: Rajindraparsad Seechurn ( Mauritius) \| | \| 3. Spieltag \| \| 29. Januar 2012 um 19:00 Uhr in Bata (Estadio de Bata) \| \| Schiedsrichter: Rajindraparsad Seechurn ( Mauritius) \| | Senegal |
| Libyen                                                 | Samir Aboud – Younes al-Chibani, Abdelaziz Belrich (68. Rabii al-Lafi), Mohamed al-Moghrabi, Ali Salama – Jamal Mohammed, Mohamed al-Snani, Aboubakr al-Abidi (62. Abdallah al-Chérif) – Ahmed Zuway, Ihaab Boussefi, Ahmed Saad Cheftrainer: Marcos Paquetá | Khadim N’Diaye – Omar Daf, Kader Mangane, Souleymane Diawara , Pape Diakhaté – Mohamed Diamé, Cheikh M’Bengue, Deme N’Diaye (75. Issiar Dia) – Souleymane Camara, Mamadou Niang (68. Moussa Sow), Papiss Demba Cissé (45. Demba Ba) Cheftrainer: Amara Traoré | Senegal |
| Libyen                                                 | 1:0 Ihaab Boussefi (5.) 2:1 Ihaab Boussefi (84.) | 1:1 Deme N’Diaye (11.) | Senegal |
| Libyen                                                 | Mohamed al-Moghrabi (45.) | Omar Daf (13.), Kader Mangane (41.), Deme N’Diaye (53.) | Senegal |
| 3. Spieltag                                            | | |         |
| 29. Januar 2012 um 19:00 Uhr in Bata (Estadio de Bata) | | |         |
| Schiedsrichter: Rajindraparsad Seechurn ( Mauritius)   | | |         |